# Kwas ruberytrynowy
Kwas ruberytrynowy – organiczny związek chemiczny z grupy glikozydów, 2-β-prymwerozyd alizaryny. Został wyizolowany z korzeni marzany barwierskiej po raz pierwszy w 1826 roku przez Pierre’a Jeana Robiqueta i Jean-Jacques’a Colina. Występuje także w innych gatunkach z rodziny marzanowatych, m.in. w Oldenlandia umbellata i Morinda officinalis.
Poprzez hydrolizę kwasową w podwyższonej temperaturze lub enzymatyczną kwasu ruberytrynowego otrzymuje się odpowiedni aglikon – alizarynę. Kwas ruberytrynowy pochodzenia roślinnego posłużył jako substrat do otrzymania barwnika – purpuryny.